# Synagoge Kappel
Die Synagoge Kappel bestand als Synagoge von 1802 bis 1873 in Kappel, einem Teilort von Bad Buchau am Federsee im Landkreis Biberach in Oberschwaben.

## Geschichte
Für den Bau der Synagoge für die Jüdische Gemeinde Kappel wurde 1801 eine Sammlung in 28 jüdischen Gemeinden durchgeführt. Die Arbeiten an dem Gewerk wurden an die ortsansässigen Maurermeister Bader und Zimmermeister Kleinheinz vergeben. Es war ein schlichtes Gebäude mit Rundbogenfenster, das die umliegenden zweistöckigen jüdischen Häuser in der Riedlinger-, Kirchstraße und dem Burren überragt haben soll. Zur Einweihung 1802 durch Rabbiner Maier Wolf soll die Fürstäbtissin Maria Maximiliana Esther von Stadion zu Tannhausen und Warthausen anwesend gewesen sein. Die Planung eines Glockenspiels, wie in der Synagoge Buchau, kam nicht zur Ausführung.
Durch die Abwanderung der Juden in die Großstädte Ulm, Augsburg, München oder Stuttgart verlor die Gemeinde viele Mitglieder. Der letzte Gottesdienst in der Synagoge fand 1873 statt. Die Chanukkaleuchter waren bis zu ihrer Zerstörung in der Synagoge Buchau. Am 6. März 1882 wurde die Synagoge abgetragen.